# Zahorje (przystanek kolejowy)
Zahorje (biał. Загор’е, ros. Загорье) – przystanek kolejowy w miejscowości Zahorje, w rejonie smolewickim, w obwodzie mińskim, na Białorusi. Leży na linii Moskwa - Mińsk - Brześć.
Obok przystanku przebiega również linia Smolewicze – Narodowy Port Lotniczy Mińsk, jednak nie istnieje przy niej peron.